# Пахифитум Жедовского
Пахифитум Жедовского (лат. Pachyphytum rzedowskii) – вид суккулентных растений рода Пахифитум, семейства Толстянковые. Родина – Мексика (штат Мичоакан). Полукустарник произрастает в основном в биоме пустыни или сухих кустарников. 

## Описание
Растение имеет короткие и чрезвычайно мясистые листья, округлые и лишь слегка заостренные на вершине. При правильном воздействии солнечного света Пахифитум окрашивается в розовые или пурпурные оттенки, что делает растение декоративным.

## Таксономия
Pachyphytum rzedowskii I.García, Pérez-Calix & J.Meyrán, Anales Inst. Biol. Univ. Nac. Autón. México, Bot. 73: 148 (2002).

#### Этимология
Pachyphytum: родовое наименование, от др.-греч. pachys = толстый и phyton = растение.
rzedowskii: видовой эпитет дан в честь Ежия Жедовского, выдающегося мексиканского ботаника.